# 雅各布·安德森
‪雅各布·安德森‬（英語：Jacob Anderson，1990年6月18日—），是一位英国男演員，歌手和音樂製作人。他最为人所知的角色是HBO的大热電視劇《權力的遊戲》中的灰蟲（Grey Worm）一角。安德森其他电视演出包括英国电视剧《荒唐好萊塢》和《小镇疑云》等。

## 外部連結
- 雅各布·安德森在互联网电影资料库（IMDb）上的資料（英文）
- 雅各布·安德森的Instagram帳戶